# Langnasenchimären
Die Langnasenchimären (Rhinochimaeridae) (Gr.:, rhinos = Nase, chimaera = Monster) sind Meeresfische aus der Klasse der Knorpelfische (Chondrichthyes).

## Merkmale
Langnasenchimären werden 65 bis 140 cm lang und sind meist von brauner Farbe. Sie werden durch einen dolchartigen Kopffortsatz charakterisiert. Ihr Körper läuft in einem langen, oben und unten mit Saumflossen versehenen Schwanzfaden aus. Ihre Klasper sind stabförmig.
Die Eikapseln der Langnasenchimären sind birnenförmig, typischerweise mit den Abmessungen 15 × 6 cm.

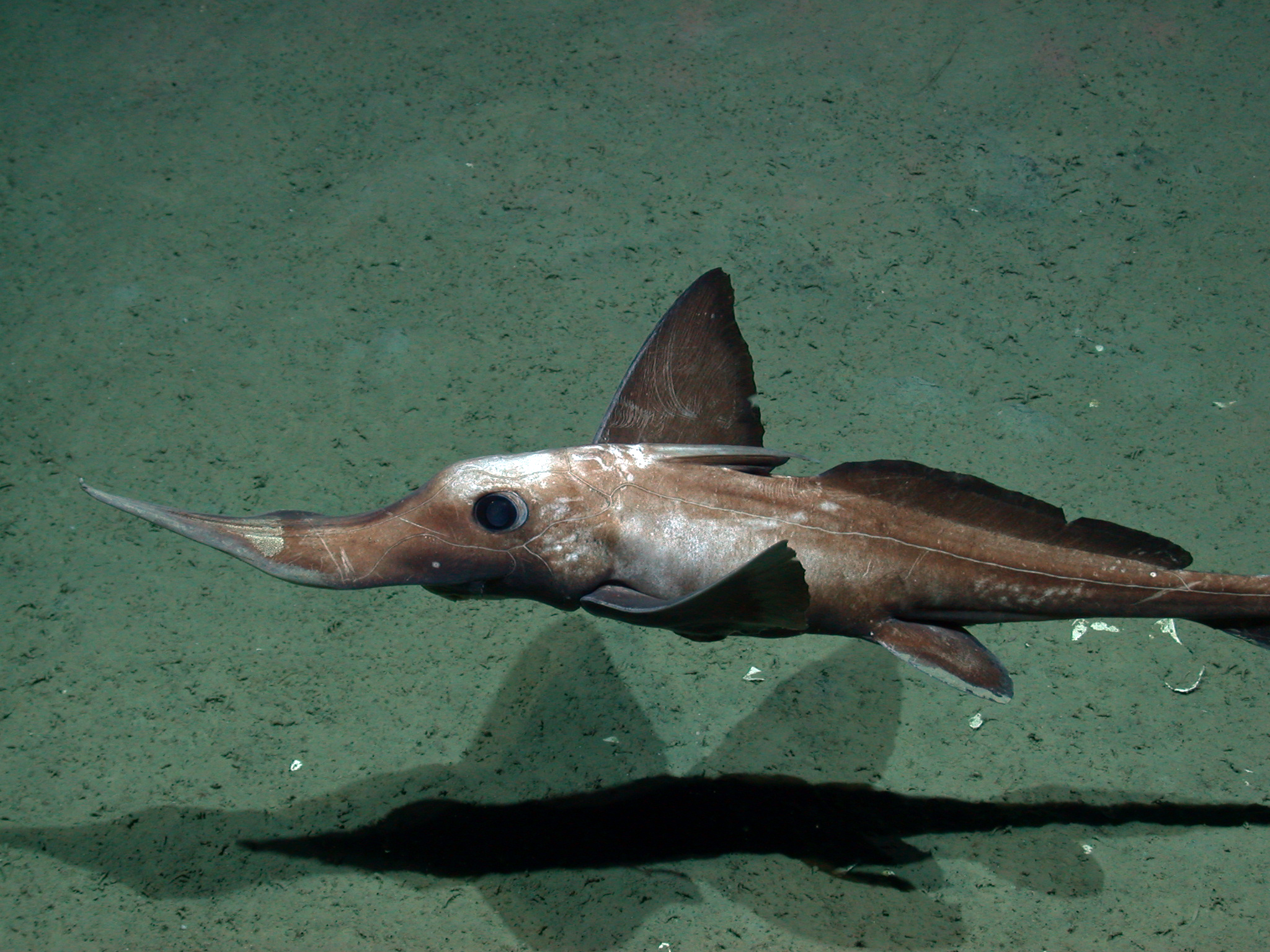
Langnasenchimäre im Arabischen Meer in 1.975 Meter Wassertiefe

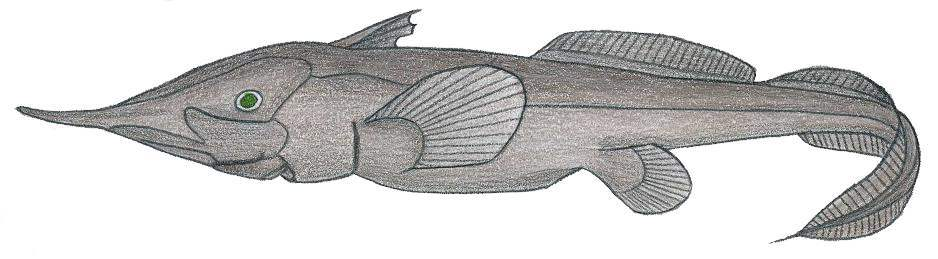
Harriotta haeckeli

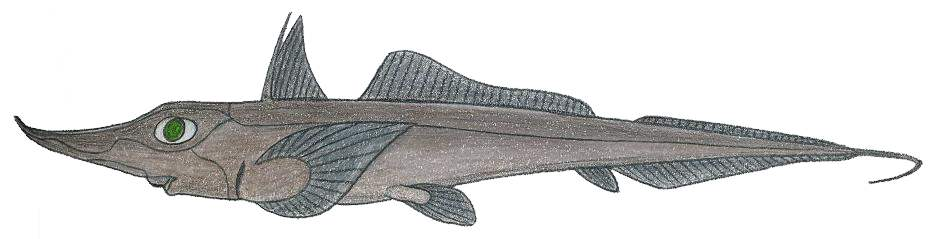
Neoharriotta carri

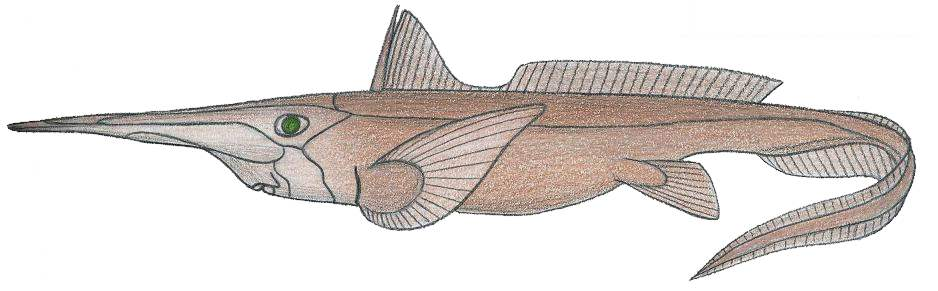
Rhinochimaera atlantica

## Verbreitung
Langnasenchimären leben weltweit in der Tiefsee in 200 bis 2600 m Tiefe in gemäßigten, subtropischen und tropischen Meeren.

## Innere Systematik
Die neun Arten gehören zu drei Gattungen und zwei Unterfamilien:
- Unterfamilie Harriottinae; dicke Zahnplatten
  - Gattung Harriotta,[1][2] Afterflosse fehlt
    - Harriotta avia Finucci et al., 2024
    - Harriotta chaetirhampha (Tanaka, 1909)
    - Harriotta raleighana Goode & Bean, 1895

  - Gattung Neoharriotta, Afterflosse vorhanden
    - Neoharriotta carri Bullis & Carpenter, 1966
    - Neoharriotta pinnata (Schnakenbeck, 1931)
    - Neoharriotta pumila Didier & Stehmann, 1996
- Unterfamilie Rhinochimaerinae; dünne, glatte Zahnplatten
  - Gattung Rhinochimaera
    - Rhinochimaera africana Compagno, Stehmann & Ebert, 1990
    - Rhinochimaera atlantica Holt & Byrne, 1909
    - Rhinochimaera pacifica (Mitsukuri, 1895)

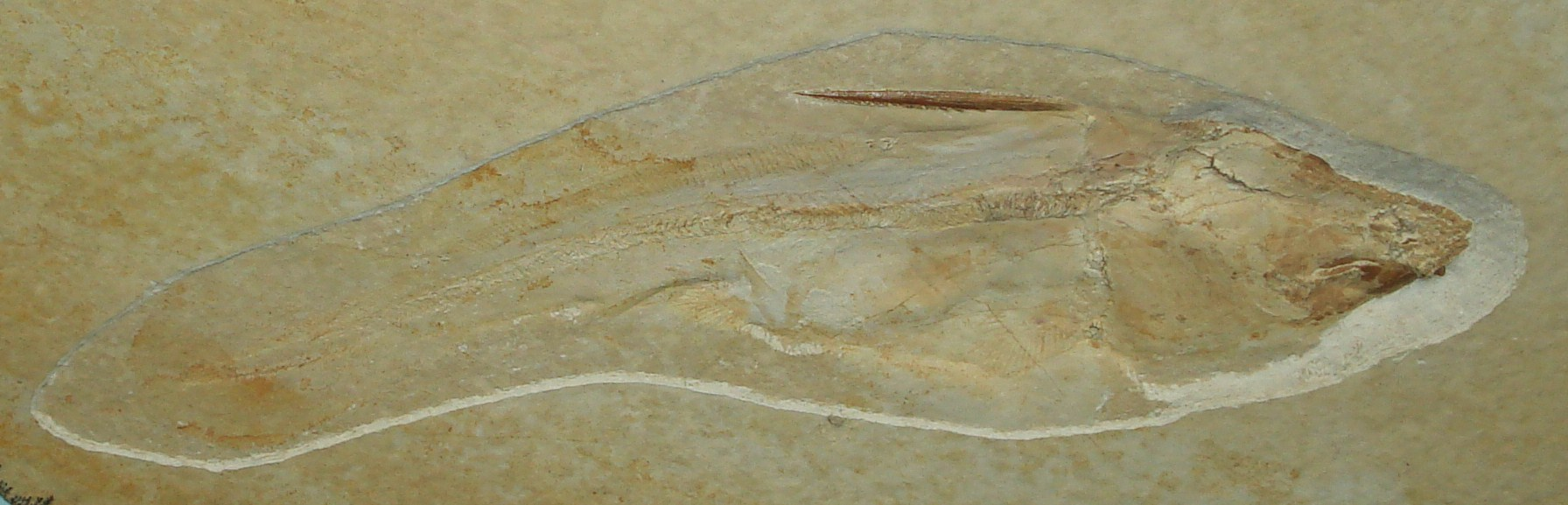
Elasmodectes avitus

## Stammesgeschichte
Die Familie ist fossil seit dem Jura nachgewiesen. Neben den rezenten Gattungen werden drei weitere, ausgestorbene Gattungen der Familie Rhinochimaeridae zugerechnet, Amylodon, Elasmodectes und Elasmodus.

## Gefährdung
Sämtliche Arten dieser Familie befinden sich in der Roten Liste gefährdeter Arten der Weltnaturschutzunion IUCN, allerdings werden drei Arten als nicht gefährdet (Least Concern) beurteilt und für die Bewertung der restlichen Arten stehen nicht ausreichend Daten zur Verfügung (Data Deficient).